# Aristodemo de Nisa el Viejo
Aristodemo de Nisa el viejo (en griego antiguo: Ἀριστόδημος,Aristodemus) fue un gramático griego nacido en Nisa en Caria, hijo de Menécrates y discípulo del célebre gramático Aristarco de Samotracia .William Smith cree también que es el mismo personaje citado en la Escolástica de Píndaro con el nombre de Aristodemo de Alejandría, pues residió allí un cierto tiempo. Ya de regreso a Nisa tomó como pupilo a Estrabón.